# Marathon Rotterdam 1996
De Marathon Rotterdam 1996 werd gelopen op zondag 28 april 1996. Het was de zestiende editie van deze marathon.
De Ethiopiër Belayneh Densamo kwam bij de mannen als eerste over de finish in 2:10.30. De Belgische Lieve Slegers zegevierde bij de vrouwen in 2:28.06. Naast een persoonlijk record was deze tijd tevens een parcoursrecord. De Belg Vincent Rousseau liep dit jaar niet mee, omdat hij startte in de Londen Marathon.
Deze editie deed tevens dienst als Nederlands kampioenschap op de marathon. De nationale titels werden gewonnen door de Ethiopiër Aiduna Aitnafa (zesde in 2:11.46) en Anne van Schuppen (derde in 2:31.26).
In totaal kochten 8500 lopers een startnummer, 6179 lopers kwamen over de finish, waarvan 503 vrouwen.

## Uitslagen

### Mannen
| rang   | naam                 | land | tijd    | opmerkingen |
| ------ | -------------------- | ---- | ------- | ----------- |
| Goud   | Belayneh Densamo     | ETH  | 2:10.30 |             |
| Zilver | Daisuke Tokunaga     | JPN  | 2:10.56 |             |
| Brons  | Philip Chirchir      | KEN  | 2:11.04 |             |
| 4      | Daniel Mutai         | KEN  | 2:11.13 |             |
| 5      | Stephan Freigang     | GER  | 2:11.39 |             |
| 6      | Aiduna Aitnafa       | ETH  | 2:11.46 | 1e NK       |
| 7      | Elijah Lagat         | KEN  | 2:11.54 |             |
| 8      | Tekeye Gebrselassie  | ETH  | 2:13.18 | 2e NK       |
| 9      | Jun Kuroki           | JPN  | 2:13.26 |             |
| 10     | Juan-Antonio Crespo  | ESP  | 2:14.31 |             |
| 11     | Harri Hanninen       | FIN  | 2:14.48 |             |
| 12     | Sid-Ali Sakhri       | ALG  | 2:14.49 |             |
| 13     | Klaus-Peter Hansen   | DEN  | 2:14.55 |             |
| 14     | Benedict Ako         | TAN  | 2:14.57 |             |
| 15     | Terje Naess          | NOR  | 2:15.06 |             |
| 16     | Gemechu Kebede       | ETH  | 2:15.57 |             |
| 17     | Ezael Tlhobo         | RSA  | 2:16.21 |             |
| 18     | Hansjörg Brücker     | SUI  | 2:17.21 |             |
| 19     | Zbigniew Nadolski    | POL  | 2:17.54 |             |
| 20     | Joaquim-Manuel Ramos | POR  | 2:18.31 |             |
| 21     | Boay Akonaay         | TAN  | 2:19.01 |             |
| 22     | Isaac Garcia         | MEX  | 2:19.18 |             |
| 23     | Nikolay Plykin       | RUS  | 2:19.45 |             |
| 24     | Aart Stigter         | NED  | 2:21.07 | 3e NK       |

### Vrouwen
| rang   | naam                  | land | tijd    | opmerkingen     |
| ------ | --------------------- | ---- | ------- | --------------- |
| Goud   | Lieve Slegers         | BEL  | 2:28.06 | parcoursrecord  |
| Zilver | Maria del Carmen Diaz | MEX  | 2:29.48 |                 |
| Brons  | Anne van Schuppen     | NED  | 2:31.26 | 1e NK + lim. OS |
| 4      | Nelly Glauser         | SUI  | 2:32.49 |                 |
| 5      | Patricia Jardon       | MEX  | 2:33.21 |                 |
| 6      | Josefa Cruz           | ESP  | 2:35.44 |                 |
| 7      | Elisabeth Krieg       | SUI  | 2:36.17 |                 |
| 8      | Wendy Llewellyn       | NZL  | 2:37.00 |                 |
| 9      | Martha Ernstdóttir    | ISL  | 2:38.05 |                 |
| 10     | Kristijna Loonen      | NED  | 2:39.07 | 2e NK           |
| 11     | Rosa Oliveira         | POR  | 2:39.58 |                 |
| 12     | Daisy Hombergen       | NED  | 2:40.22 | 3e NK           |
| 13     | Noriko Kawaguchi      | JPN  | 2:42.32 |                 |
| 14     | Marjaana Lahti-Koski  | FIN  | 2:43.58 |                 |
| 15     | Agnes Hijman          | NED  | 2:46.02 | 4e NK           |
| 16     | Tuija Toivonen        | FIN  | 2:46.05 |                 |
| 17     | Man-yi Lo             | HKG  | 2:49.10 |                 |
|        | Barbara Kamp          | NED  | 2:58.40 | 8e NK           |

1981 ·
1982 ·
1983 ·
1984 ·
1985 ·
1986 ·
1987 ·
1988 ·
1989 ·
1990 ·
1991 ·
1992 ·
1993 ·
1994 ·
1995 ·
1996 ·
1997 ·
1998 ·
1999 ·
2000 ·
2001 ·
2002 ·
2003 ·
2004 ·
2005 ·
2006 ·
2007 ·
2008 ·
2009 ·
2010 ·
2011 ·
2012 ·
2013 ·
2014 ·
2015 ·
2016 ·
2017 ·
2018 ·
2019 ·
2020 ·
2021 ·
2022 ·
2023 ·
2024